# Holtorfsloh
Holtorfsloh, bis 16. März 1936 Holtorf, ist ein Ort in der Gemeinde Seevetal im Landkreis Harburg in Niedersachsen, ungefähr 30 Kilometer südlich von Hamburg gelegen.

## Geschichte
Holtorfsloh wurde nach den bisherigen Kenntnissen erstmals im Jahre 1411 urkundlich erwähnt. Nach der Zusammenlegung der Kreise Winsen und Harburg im Jahre 1932 wurde Holtorf gegen den Widerstand der Bevölkerung im Jahre 1936 in Holtorfsloh umbenannt. Bis 1972 blieb die Gemeinde selbständig. Nach der Gebiets- und Verwaltungsreform im Jahre 1972 wurde sie in die Gemeinde Seevetal eingegliedert.
Im Jahre 1934 waren 10 Männer aus dem damaligen Holtorf Mitbegründer des Löschverbandes Ohlendorf/Holtorf. 1946 wurde in Holtorfsloh eine eigene Feuerwehr gegründet.
Holtorfsloh hatte am 30. November 2022 270 Einwohner.
Der Ort liegt zwei Kilometer entfernt von der A 7, die westlich verläuft.

## Politik
Der Ortsrat, der die Seevetaler Ortsteile Holtorfsloh, Ramelsloh und Ohlendorf gemeinsam vertritt, setzt sich aus elf Mitgliedern zusammen. Die Ratsmitglieder werden durch eine Kommunalwahl für jeweils fünf Jahre gewählt.
Bei der Kommunalwahl 2021 ergab sich folgende Sitzverteilung:
| Ortsrat 2021Insgesamt 11 Sitze - SPD: 2 - Grüne: 2 - FWG: 1 - FDP: 1 - CDU: 5 | Ortsratswahl 2021Wahlbeteiligung: 63,8 % 50403020100 48,8 %20,4 %17,9 %6,9 %6,1 % CDUGrüneSPDFWGdFDPAnmerkungen:d Freie-Wähler-Gemeinschaft Landkreis Harburg e. V. |

## Wappen
| Wappen von Holtorfsloh |
| Wappenbegründung: Das Wappen zeigt ein Windrad, eine Gans und eine Wellenlinie. Mit dem historischen Windrad wurde früher durch die Kraft des Windes das lebenswichtige Wasser aus der Erde gepumpt. Der blaue Hintergrund symbolisiert die Weite und Unendlichkeit des Himmels. Die Gans steht für den Tausch von Lebensmitteln in der Not nach dem Zweiten Weltkrieg. Die grüne Fläche, auf der sie steht, versinnbildlicht den Kreislauf der Natur. Der Ortsbach von Holtorfsloh wird durch die Wellenlinie dargestellt. Das Windrad steht heute als Industriedenkmal in Holtorfsloh. |